# Macronus bornensis
Macronous bornensis е вид птица от семейство Timaliidae.

## Разпространение
Видът е разпространен в Индонезия и Малайзия.